# Слабка локалізація
Слабка́ локаліза́ція (англ. weak localization) — сукупність явищ, зумовлених ефектом квантово-механічної інтерференції електронів самих з собою в слабко розупорядкованих матеріалах з металічним типом провідності. Явища слабкої локалізації є універсальними і проявляються в будь-яких  невпорядкованих провідниках — в металічному склі, тонких металічних плівках, системах з  двовимірним електронним газом тощо.
Причиною слабкої локалізації є зміна швидкості дифузії електронів завдяки інтерференції електронних хвиль, що багаторазово розсіюються на дефектах кристалічної ґратки. За низьких температур,  коли опір провідника визначається переважно розсіянням на випадковому потенціалі, що створюється дефектами, квантова інтерференція призводить до поправок до класичної електропровідності. Експериментально слабка локалізація проявляється явищами від'ємного магнітоопору, нехарактерною для металів температурною залежністю електричного опору за низьких температур, універсальними флуктуаціями провідності в мезоскопічних зразках тощо.
Походження терміна «слабка локалізація» пояснюється тим, що інтерференційні явища можна інтерпретувати як передвісник андерсонівського переходу метал-діелектрик, за якого через достатньо сильне розупорядкування структури відбувається повна локалізація електронів. 

## Історія
Ефект слабкої локалізації — від'ємний магнітоопір — експериментально виявив у 1948 році співробітник Інституту точної механіки та обчислювальної техніки АН СРСР Ченцов Р. А.. Протягом тривалого часу (майже 30 років) його безуспішно намагалися пояснити різного роду теоріями.Так, наприклад, відповідно до розвинутої Ютака Тоязавою (англ. Yutaka Toyozawa) моделі деяка частина домішкових атомів в кристалі може захопити зайвий електрон і, таким чином, набути магнітний момент — так званий локальний спін. Оскільки спіни взаємодіючих електронів можуть бути не паралельні, при розсіянні можлива переорієнтація спіна, тобто, виникає додатковий непружний механізм розсіяння носіїв струму. У зовнішньому магнітному полі відбувається орієнтацію спінів за полем, причому доля орієнтованих за полем спінів зростає зі збільшенням магнітного поля і зниженням температури. В результаті непружний механізм розсіяння частково вимикається магнітним полем, що й призводить до зменшення електричного опору. Однак порівняння теоретичних розрахунків з експериментом показує, що вони узгоджуються за використання в розрахунку змінної величини магнітного моменту розсіювального центру, до того ж магнітний момент цього центру повинен сягати десятків магнетонів Бора. Ці та ряд інших експериментальних фактів неможливо пояснити в рамках моделі Тоязави.
Слід зазначити, що висувалися й інші моделі для пояснення від'ємного магнітоопору. Однак вони не були узагальнюючими або базувалися на завідомо помилкових уявленнях про збільшення концентрації носіїв струму в магнітному полі. І тільки в 1979 році це явище було пояснено як універсальне явище, яке має спостерігатися в будь-якому металічному провіднику за певних умов.
Кількісна теорія слабкої локалізації була побудована 1981 року групою радянських фізиків-теоретиків: Борисом Альтшулером, Аркадієм Ароновим, Анатолієм Ларкіним і Давидом Хмельницьким. Вона була підтверджена численними експериментами, а автори за цю працю в 1993 році отримали премію Європейського фізичного товариства. У тому ж 1981 році Юрій Шарвін та Дмитро Юрійович Шарвін виявили осциляції електричного опору в тонкостінному циліндрі за зміни магнітного поля. У 1985 році експериментальним шляхом було підтверджено існування слабкої локалізації для електромагнітних хвиль.

## Теорія слабкої локалізації

### Природа слабкої локалізації

Можливі траєкторії електронів у невпорядкованих системах

Слабка локалізація відбувається через інтерференцію електрона самого з собою завдяки можливості його руху в одну і ту ж точку різними траєкторіями.
До виявлення ефектів слабкої локалізації вважалося, що квантово-механічні явища інтерференції існують в основному за руху електронів у монокристалах. У першу чергу, це дифракція електронів. Однак з'ясувалося, що ці явища не тільки існують у невпорядкованих системах, але й можуть посилюватися в таких системах
На відміну від кристалів, де потенціал поля, в якому рухаються електрони, змінюється періодично, у невпорядкованих середовищах він змінюється випадковим чином. Електрони, енергія яких менша від максимальних значень потенціалу, локалізуються в потенціальних ямах, утворених випадковим полем. Якщо довжина локалізації невелика в порівнянні з відстанями між центрами локалізації, електрон у потенціальній ямі перебуває доти, поки теплові коливання атомів не перекинуть його в сусідню потенціальну яму. Таке перенесення електронів називається стрибковим транспортуванням. Прикладом матеріалів, у яких здійснюється стрибкове транспортування, є аморфні напівпровідники.
Електрони з вищими енергіями не локалізуються у випадкових потенціальних ямах, однак розсіюються на них. Можна припустити, що середовище складається з хаотично розташованих силових центрів, на кожному з яких електрон розсіюється ізотропно, тобто, може з однаковою ймовірністю відхилитися на будь-який кут. Якби електрон був класичною частинкою, то ймовірність виявити електрон, розсіяний на хаотично розташованих силових центрах, не залежала б від кута розсіяння. Однак, урахування корпускулярно-хвильового дуалізму змінює картину.
Припустимо, що за час {\displaystyle t\ll \tau _{\varphi }} ({\displaystyle \tau _{\varphi }} — час збою фази) електрон, розсіюючись на силових центрах, наприклад, домішках, переходить із початкової точки 0 в точку з координатою {\displaystyle r}. Він може потрапити в цю точку різними шляхами. Згідно із загальними принципами квантової механіки ймовірність цього процесу
{\displaystyle p{\bigl (}r,t{\bigr )}=\left|\sum A_{i}\right|^{2}=\sum |A_{i}|^{2}+\sum A_{i}A_{j}},  {\displaystyle i\neq j}.
У цій формулі {\displaystyle A_{i}} — амплітуда ймовірності руху електрона по {\displaystyle i}-тій траєкторії.
Перша сума у виразі для {\displaystyle p{\bigl (}r,t{\bigr )}} є сумою ймовірностей проходження електроном кожної траєкторії, друга описує інтерференцію амплітуд. Інтерференція більшості амплітуд не дає внеску в {\displaystyle p{\bigl (}r,t{\bigr )}}, оскільки їхні фази пропорційні довжинам траєкторій і через різницю цих довжин взаємно гасяться. Винятком є лише замкнені траєкторії.

Слабка локалізація виникає завдяки можливості руху електронів по замкнених траєкторіях розсіяння у взаємно протилежних напрямках

 Розглянемо замкнені траєкторії, тобто траєкторії, якими електрон повертається у початкову точку. Розіб'ємо такі траєкторії на пари з однаковим набором розсіювальних центрів, але з протилежними напрямками руху. Ймовірність, що електрон, розсіявшись на наборі силових центрів, повернеться в початкову точку
{\displaystyle p{\bigl (}0,t{\bigr )}=|A_{1}+A_{2}|^{2}=\ |A_{1}|^{2}+|A_{2}|^{2}+2\,|A_{1}A_{2}|}, 
де {\displaystyle A_{1}}, {\displaystyle A_{2}} — амплітуди ймовірностей руху електронів замкненою траєкторією в протилежних напрямах обходу контуру.
Оскільки фази цих електронних хвиль за зустрічі в точці 0 будуть однаковими, то з урахуванням, що {\displaystyle A_{1}=A_{2}=A}, одержимо {\displaystyle p{\bigl (}0,t{\bigr )}=|A_{1}+A_{2}|^{2}=4A^{2}} замість {\displaystyle 2A^{2}}, що було б без урахування інтерференції.
Збільшення ймовірності для електрона через час {\displaystyle t} бути виявленим в точці 0 (по суті, залишитись там, звідки почалася дифузія) і називається слабкою локалізацією.

### Механічна аналогія

Розгалуження в кільцеподібному каналі хвилі з водойми, яка з ним з'єднана

Фізичну суть процесів, які лежать в основі слабкої локалізації, можна пояснити з допомогою механічної аналогії. Нехай кільцеподібний водний канал в одному місці з'єднаний з великою водоймою. Хвиля, яка приходить з водойми, розгалужуючись, потрапляє в обидва рукави каналу. Після розгалуження хвилі в обох рукавах є когерентними. Якщо затухання хвиль у каналі немає, то обидві локальні хвилі, рухаючись в протилежних напрямках по каналу, обійдуть його і зустрінуться на вході, інтерферуючи одна з одною.

### Квантові поправки до провідності
Збільшення ймовірності повернення електронів під час дифузії в точку, з якої вона почалася, не означає, що дифузія взагалі неможлива. Слабка локалізація призводить до зниження рухливості частинок, а отже до підвищення електричного опору.
Значення квантової поправки {\displaystyle \delta \sigma } до провідності {\displaystyle \sigma }, зумовлене ефектом слабкої локалізації, суттєво залежить від розмірності {\displaystyle d} системи.
Об'єм, у будь-якій точці якого може перебувати електрон в момент часу {\displaystyle t}, становить {\displaystyle {\bigl (}Dt{\bigr )}^{d/2}}, де {\displaystyle D} — коефіцієнт дифузії. Об'єм, з якого електрон за час {\displaystyle dt} може потрапити в початкову точку, складає {\displaystyle \lambda ^{d-1}v_{F}dt} ({\displaystyle \lambda =1/k_{F}} — де-бройлівська довжина хвилі, {\displaystyle v_{F}} — швидкість Фермі). Відношення цих об'ємів визначає відносну кількість електронів, які побували в початковій точці за час {\displaystyle dt}. Мінімальний час, через який електрон може повернутися в початкову точку, — час пружного розсіяння {\displaystyle \tau }. Максимальний час, через який він зможе брати участь в інтерференції, — час збою фази {\displaystyle \tau _{\varphi }}. Таким чином,
{\displaystyle \delta \sigma /\sigma =-\int \limits _{\tau }^{\tau _{\varphi }}{v_{F}\lambda ^{d-1}dt \over {\bigl (}Dt{\bigr )}^{d/2}}}.
Для {\displaystyle d=3} (тривимірний випадок):
{\displaystyle \delta \sigma /\sigma =-(k_{F}^{2}l{\bigr )}^{-1}{\bigl (}1/l-1/L_{\varphi }{\bigr )}},
де {\displaystyle k_{F}} — радіус сфери Фермі; {\displaystyle l} — середня довжина вільного пробігу електрона.
Величина {\displaystyle L_{\varphi }\approx {\sqrt {D\cdot \tau _{\varphi }}}\approx l\cdot {\sqrt {\tau _{\varphi }/\tau }}\gg l} називається дифузійною довжиною втрати фази.
{\displaystyle L_{\varphi }} є характерним розміром, у порівнянні з яким визначається розмірність {\displaystyle d} системи. Плівка товщини {\displaystyle b} та металічна нитка діаметра {\displaystyle b} за умови {\displaystyle b\ll L_{\varphi }} є прикладами систем зниженої розмірності (дво- та одновимірний випадок відповідно).
Для {\displaystyle d=2}:
{\displaystyle \delta \sigma /\sigma =2(k_{F}l{\bigr )}^{-1}(k_{F}b{\bigr )}^{-1}\ln {\ l \over \ L_{\varphi }}}.
Для {\displaystyle d=1}:
{\displaystyle \delta \sigma /\sigma =(k_{F}b)^{-2}\left({l-L_{\varphi } \over l}\right)}.
Аналіз поправок свідчить, що ефект інтерференції тим сильніший, чим нижча розмірність системи.
{\displaystyle L_{\varphi }} є функцією температури, тому саме через цей параметр квантові поправки до провідності залежать від температури. Оскільки при {\displaystyle T\rightarrow 0} {\displaystyle L_{\varphi }\rightarrow \infty } , то в тривимірному випадку провідність зі зниженням температури прямує до деякого постійного значення. Для систем зниженої розмірності за наближення температури до абсолютного нуля квантові поправки, залишаючись від’ємними, необмежено зростають. Через те, що провідність не може бути від’ємною, повинна бути умова застосовності наведених формул квантових поправок до провідності. Такою умовою є відносна малість поправок.
Якщо квантові поправки до провідності представити в абсолютній формі,то вони матимуть вигляд:
{\displaystyle d=3}: {\displaystyle \Delta \sigma _{3}=-const+{\frac {e^{2}}{\hbar }}L{\overset {-1}{\varphi }}},
{\displaystyle d=2}: {\displaystyle \Delta \sigma _{2}=-2{\frac {e^{2}}{\hbar }}\ln {\frac {L_{\varphi }}{l}}},
{\displaystyle d=1}: {\displaystyle \Delta \sigma _{1}=-{\frac {e^{2}}{\hbar }}L{\overset {}{\varphi }}}.
Всі вони мають однаковий масштаб {\displaystyle e^{2}/\hbar }. Ця комбінація атомних констант розмірності, оберненої до розмірності опору, зустрічається в усіх задачах, пов'язаних зі слабкою локалізацією.

### Від'ємний магнітоопір
Магнітне поле «закручує» траєкторію електрона, тому з точки зору класичної фізики електричний опір у магнітному полі має зростати, тобто має спостерігатися додатній магнітоопір. Проте для матеріалів, для яких проявляються ефекти слабкої локалізації, спостерігається від'ємний магнітоопір — у магнітному полі їх електричний опір зменшується.
Ефект від'ємного магнітоопору зумовлений руйнуванням магнітним полем слабкої локалізації. При проходженні електроном замкненого контуру за наявності магнітного поля в його хвильової функції {\displaystyle \Psi } з'являється додатковий фазовий множник:
{\displaystyle \Psi \longrightarrow \Psi \cdot \exp \left(\pm {\frac {i\pi BS}{\Phi _{0}}}\right)},
де {\displaystyle \Phi _{0}} — квант магнітного потоку;
{\displaystyle BS=\Phi } — магнітний потік через замкнений контур електронної траєкторії площею {\displaystyle S}.
Знак {\displaystyle +} чи {\displaystyle -} в показнику експоненти залежить від напрямку обходу контуру електроном: за чи проти годинникової стрілки. Оскільки електрон може рухатися замкненою траєкторією в протилежних напрямках, після повернення його в початкову точку виникне зсув фаз {\displaystyle \varphi =2\pi \cdot {\bigl (}\operatorname {\Phi } /\operatorname {\Phi } _{0})}.
Наявність різниці фаз означає що ймовірність {\displaystyle p{\bigl (}0,t{\bigr )}} набуде вигляду:
{\displaystyle p{\bigl (}0,t{\bigr )}=|A_{1}+A_{2}|^{2}=\ |A_{1}|^{2}+|A_{2}|^{2}+2\,|A_{1}A_{2}|\cos \varphi }.
За усереднення по різних замкнених траєкторіях середнє значення {\displaystyle \cos \varphi } дорівнюватиме нулю, так що інтерференційний внесок зникає, що, власне, й призводить до зниження електричного опору в магнітних полях.

### Осциляції електроопору в магнітному полі
Інтерференційна картинка в магнітному полі руйнується завдяки розкиду площ різних замкнених траєкторій. Якщо всі замкнені траєкторії матимуть одну і ту ж площу проєкції на площину, перпендикулярну вектору напруженості магнітного поля, то інтерференційний внесок не руйнуватиметься, а буде осцилювати з ростом напруженості магнітного поля з періодом {\displaystyle \Delta B=\operatorname {\Phi } _{0}/\operatorname {S} }.
Таку конфігурацію можна реалізувати, якщо, наприклад, на кварцову нитку діаметром {\displaystyle d=}1 ÷ 2 мкм напилити шар металу значно меншої товщини, отримавши своєрідний тонкостінний циліндр. Усі замкнені дифузійні траєкторії матимуть площу проєкції на площину, перпендикулярну осі циліндра або 0, або {\displaystyle \operatorname {\pi } d^{2}/\operatorname {4} }. Магнітне поле, спрямоване вдовж осі такого циліндра, на інтерференцію траєкторій з нульовою площею проєкцій впливу не чинить. Водночас внесок замкнених траєкторій з площею проєкцій відмінною від нуля в провідність вздовж осі циліндра осцилюватиме з ростом магнітного поля.
Подібні осциляції можна спостерігати не тільки для зразків спеціальної форми; вони можуть виникнути для зразків довільної форми, але достатньо малого розміру. Кількість замкнених траєкторій у таких зразках обмежена, тому за усереднення інтерференційний внесок у провідність не зникає. За зміни магнітного поля в таких зразках виникають так звані універсальні осциляції провідності (кондактансу). 

## Слабка локалізація електромагнітних хвиль
Оскільки слабка локалізація має хвильову природу, подібне явище має спостерігатися не лише для електронних хвиль, але і хвиль іншої природи. Відповідний аналог слабкої локалізації був виявлений для електромагнітних хвиль: під час експериментального вивчення кутової залежності інтенсивності розсіяння світла в суспензіях спостерігався пік розсіяння світла, який відповідає розсіянню назад. Якщо на систему падає плоска когерентна електромагнітна хвиля, в кожному акті пружного розсіяння змінюється напрям та фаза хвилі. Розсіяння на випадково розподілених неоднорідностях призводить до того, що розсіяне світло стає повністю некогерентним. Однак кожній хвилі, що обходить деяку послідовність розсіювальних центрів, відповідає хвиля, яка проходить ту ж послідовність в протилежному напрямку. Такі хвилі є когерентними. Тому за розсіяння назад, коли оптичні шляхи та сумарний зсув фаз для обох хвиль строго однакові, спостерігається максимум інтенсивності.

## Слабка антилокалізація
У системах зі спін-орбітальною взаємодією спін електрона пов'язаний з його імпульсом. Спіни електронів, що рухаються по замкненому контуру в протилежних напрямах, мають зворотні орієнтації. У зв'язку з цим електронні хвилі, які пов'язані з двома протилежними напрямами обходу замкненого контуру, інтерферують у початковій точці в протифазі. Це зменшує ймовірність розсіяння електрона назад в порівнянні з ймовірністю розсіяння в інших напрямках. Це явище іноді називають антилокалізацією. На відміну від слабкої локалізації, де електричний опір підвищується, антилокалізація призводить до зниження опору.
Слабка антилокалізація подібно до слабкої локалізації руйнується в магнітному полі.

## Експериментальне підтвердження слабкої локалізації
За низьких температур, коли теплові коливання атомів відносно малі, електричний опір металів має визначатися розсіянням електронів на домішках. До відкриття слабкої локалізації здавалося природним, що електроопір з підвищенням температури має зростати, оскільки теплові коливання атомів призводять до додаткового розсіяння носіїв струму на фононах. Слабка локалізація призводить до аномальної температурної залежності електроопору, коли з підвищенням температури електричний опір зменшується. Це зумовлено тим, що з підвищенням температури, крім пружного розсіяння, дедалі більше відчувається непружне розсіяння електронів на теплових коливаннях, що зменшує ступінь когерентності електронних хвиль і руйнує слабку локалізацію. З подальшим підвищенням температури слабка локалізація руйнується повністю й електроопір починає зростати через розсіяння на фононах. Отже, на температурній залежності електроопору має спостерігатися мінімум. Крім того, оскільки {\displaystyle L_{\varphi }\sim T^{-p}}, то в області досить низьких температур для достатньо тонких плівок повинна спостерігатися логарифмічна залежність квантової поправки до електричного опору від температури. Така поведінка електричного опору плівок в області низьких температур була виявлена експериментально, наприклад, в роботах та багатьох інших.
Разом з тим виявлення відповідної поведінки електричного опору певних матеріалів за зміни температури навряд чи можна вважати беззаперечним доказом існування в них ефектів слабкої локалізації, адже подібні температурні залежності поправок до провідності дає і міжелектронна інтерференція (електрон-електронна взаємодія). Неспростовні докази існування ефектів слабкої локалізації були отримані під час вивчення поведінки електричного опору відповідних матеріалів у магнітних полях за температур існування квантових поправок до провідності, адже на міжелектронну інтерференцію магнітне поле практично не впливає. Крім того, що теорія слабкої локалізації пояснила існування негативного магнітоопору, експериментально були виявлені передбачені теорією слабкої локалізації осциляції електричного опору в циліндричних плівках та універсальні флуктуації кондактансу в мезоскопічних зразках.

## Практичне значення
Крім теоретичного теорія слабкої локалізації має суттєве прикладне значення. Практичний інтерес до систем, в яких можуть проявлятись ефекти слабкої локалізації, зумовлений швидким розвитком субмікронної напівпровідникової технології. Теорія слабкої локалізації стала своєрідним поштовхом до виникнення мезоскопічної фізики — відносно нового напряму фізики твердого тіла, який має важливе прикладне значення. В мезоскопіці принциповим є порівняння розміру системи з довжиною збою фази електрона. В системах, розмір яких не перевищує довжину збою фази, є необхідним розгляд інтерференції електронних хвиль. З'явилася реальна можливість створення напівпровідникових приладів на основі сугубо квантових ефектів, характерних для одно- та двомірних електронних систем. Широкі функціональні можливості таких «квантових» напівпровідникових елементів дозволять суттєво розширити можливості елементної бази мікро- і наноелектроніки.
Не менш важливе практичне значення має ефект слабкої локалізації електромагнітних хвиль. Області його практичного використання — оптична діагностика частинок біологічного та штучного походження в таких дисциплінах як медицина, біологія, хімія, екологія, нанофізика та нанотехнології, від детектування об'єктів в густому тумані до вивчення структури біологічних об'єктів з допомогою видимого світла. В астрофізиці та геофізиці відкриваються унікальні можливості для вивчення речовини планетних систем та інших дисперсних середовищ, таких як хмари, атмосфери планет, їхні кільця, комети, міжпланетний пил тощо, підтвердженням чого може слугувати розроблення поляриметричних методів дистанційного зондування аерозольних та хмарних частинок в атмосфері Землі з літаків і орбітальних супутників та обґрунтування унікальної концепції фотополяриметра Aerosol Polarimetry Sensor (APS) для космічної місії  Glory (НАСА).